# Football Manager 2007
Football Manager 2007 är ett datorspel skapat av Sports Interactive. Spelet säljs i USA och Kanada under namnet Worldwide Soccer Manager 2007.
Spelet finns till Microsoft Windows, Mac, Xbox 360 och PSP.
Football Manager 2007 är en vidareutveckling av Football Manager 2006. Spelaren tar över rollen som tränare för ett fotbollslag. De större nyheterna jämfört med föregående upplaga är att man kan skriva farmaravtal mellan klubbar och fler sätt att förhålla sig till sina spelare och andra ledare i klubben. Till exempel kan man utse mentorer för ungdomsspelare och be spelare om tips på förstärkningar eller ledare. Man har även infört ett nytt system för spelet att skapa ungdomsspelare, kallat FRED. På detta spel kan man även säga saker till sina spelare innan matcherna.

## Officiella länkar
- www.sigames.com Speltillverkarnas officiella webbplats
- www.footballmanager.net Den officiella webbplatsen för spelet